# Werauhia singuliflora
Werauhia singuliflora là một loài thuộc chi Werauhia. Đây là loài đặc hữu của Costa Rica.